# Morioka (stacja kolejowa)

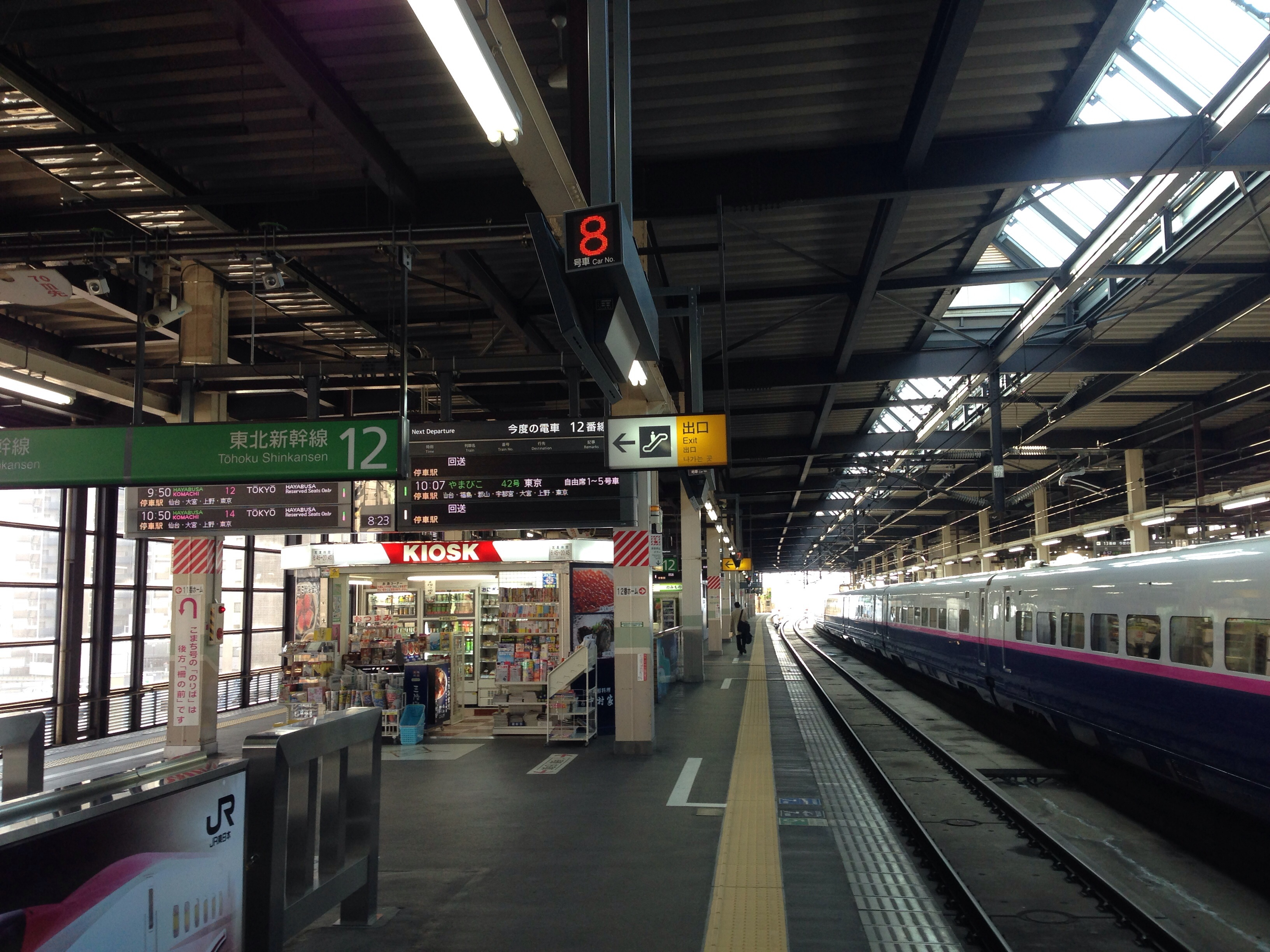
Perony

Morioka (jap. 盛岡駅 Morioka-eki) – stacja kolejowa w Morioce w prefekturze Iwate.

## Położenie
Stacja położona jest w dzielnicy Moriokaekimaedori, w centrum miasta.

## Linie kolejowe
Stacja jest węzłem kilku linii kolejowych. Na linii Tōhoku Shinkansen leży pomiędzy stacjami Shin-Hanamaki, a Iwate-Numakunai. Jest punktem początkowym dla linii Akita Shinkansen, Tazawako-sen, Yamada-sen, Iwate Ginga Tetsudō-sen i Hanawa-sen. Kończy się tu linia Tōhoku-honsen.

## Historia
Otwarta została 1 listopada 1890 roku. W 2012 roku obsługiwała średnio 17 874 pasażerów dziennie na liniach JR East.